# Hochwasserrückhaltebecken Schorndorf-Winterbach

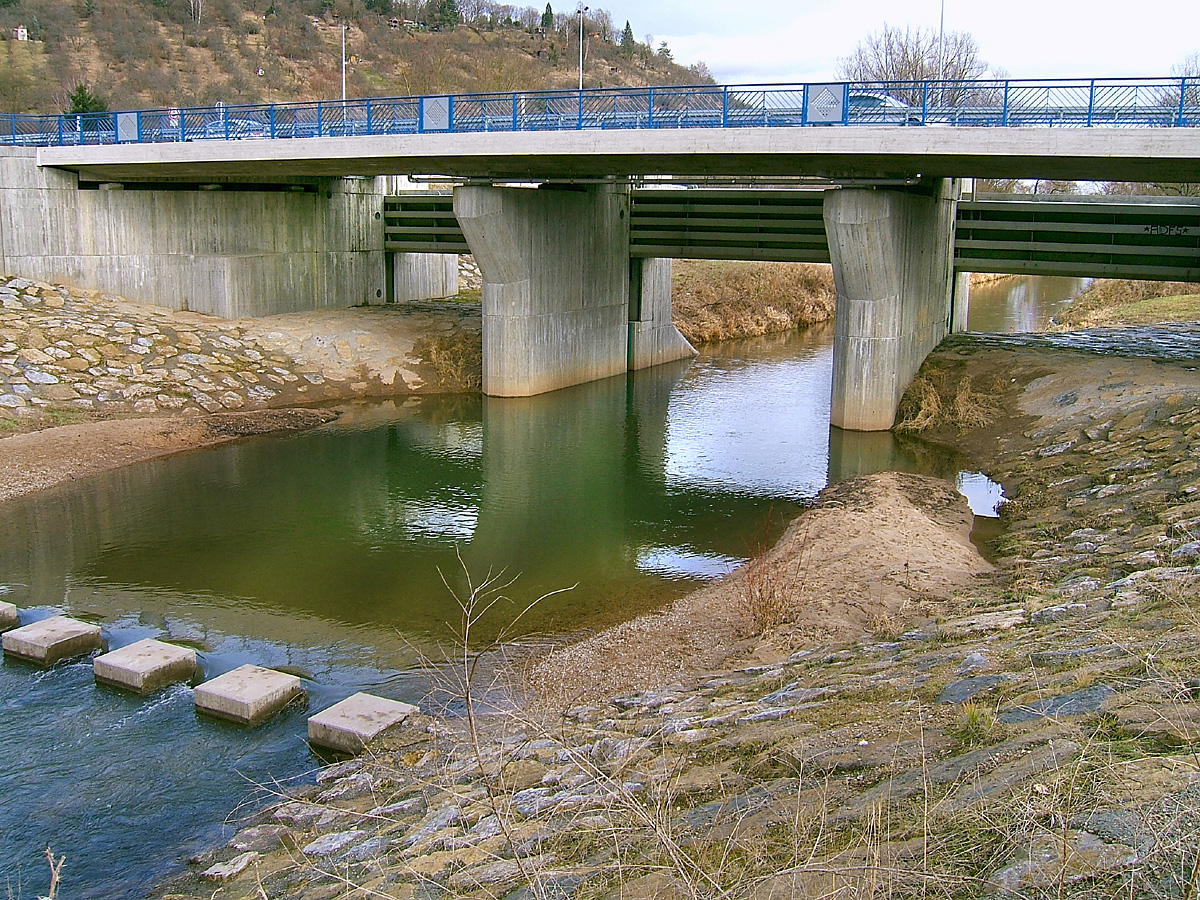
Abschlussbauwerk und Brücke unterhalb des Hochwasserrückhaltebeckens

Das Hochwasserrückhaltebecken Schorndorf-Winterbach ist ein Rückhaltebecken des Wasserverbandes Rems an der Rems unterhalb von Schorndorf und oberhalb von Winterbach (Rems-Murr-Kreis). Es dient dem Hochwasserschutz im Remstal.

## Beschreibung
Der erste Spatenstich erfolgte Ende September 2002; die geplante Bauzeit betrug zwei Jahre. Am 21. Oktober 2005 wurde das Becken in Betrieb genommen. Insgesamt kostete der Bau 14,3 Millionen Euro.
Der Wasserverband Rems wurde im April 1998 gegründet. Ihm gehören alle Gemeinden im Remstal von Remseck am Neckar bis Schwäbisch Gmünd und am Oberlauf Essingen und Mögglingen an.
Dieses Becken war das erste von bisher drei gebauten Hochwasserrückhalteräumen im Remstal. Es trägt unter den geplanten Rückhalteräumen die Nummer 6. Die weiteren Rückhaltebecken sind das Hochwasserrückhaltebecken Reichenhof/Schwäbisch Gmünd und das Hochwasserrückhaltebecken Lorch-Waldhausen.
Über das Sperrbauwerk verläuft eine Ortsumgehungsstraße; einer der Seitendämme grenzt an die Bundesstraße 29.
Am 13. Januar 2011 erreichte die Rems in Schorndorf den historischen Höchststand von 522 Zentimetern. Dabei wurde das Rückhaltebecken nahezu vollständig geflutet.

## Daten
- Nutzstauraum: 1,17 Mio. m³
- Staufläche: 62 ha
- Dammlänge: 700 m
- Gegendamm: 400 m
- weitere Nebendämme: 800 und 2000 m
- Dammvolumen: 90.000 m³ (wahrscheinlich in Summe)